# Boku to tsuma no 1778 no monogatari
Boku to tsuma no 1778 no monogatari (僕と妻の1778の物語 en japonés, 1778 Stories of Me and My Wife en inglés, 1778 historias de mí y mi esposa literalmente en español) es un drama japonés de 2011 basada en una historia real del escritor de ciencia ficción Taku Mayumura, dirigido por Mamoru Hoshi, y protagonizado por Tsuyoshi Kusanagi y Yuko Takeuchi.
Boku to tsuma no 1778 no monogatari fue estrenada en los teatros japoneses el 15 de enero de 2011.

## Sinopsis
Makimura Sakutaro es un escritor de ciencia ficción que está casado con Setsuko, quien durante su embarazo presenta dolor abdominal y decide recurrir al médico. En los exámenes se descubre que Setsuko tiene cáncer de cólon y le dan una esperanza de vida de un año. El médico le informa a Sakutaro que la risa ayuda al sistema inmunológico, por lo que él le escribe a Setsuko una historia corta todos los días. Setsuko vive durante cerca de seis años, transcurso en el cual Sakutaro le escribe 1778 historias a su esposa.

## Reparto
- Tsuyoshi Kusanagi como Sakutaro.[3]
- Yuko Takeuchi como Setsuko.[3]
- Ren Osugi como el doctor de Setsuko.[3]
- Shosuke Tanihara como Takizawa.[3]
- Michiko Kichise como la esposa de Takizawa.[3]
- Tai Kageyama como Nimi.[3]
- Jun Fubuki como la madre de Setsuko.[3]
- Yasuto Kosuda como un coleccionista de recortes de periódicos.[3]
- Kazuyuki Asano como propietario de la tienda de juguetes.[3]
- Sumie Sasaki como Nonogaki Yoshiko.[3]